# To pewna wiadomość!
To pewna wiadomość!, także Pewna wiadomość (duń. Det er ganske vist!) – baśń literacka autorstwa Hansa Christiana Andersena, wydana po raz pierwszy w 1852 roku.

## Publikacja
Baśń literacka To pewna wiadomość!, napisana przez Hansa Christiana Andersena, została opublikowana przez wydawnictwo C.A. Reitzel w Kopenhadze 5 kwietnia 1852 roku w zbiorze Opowiadania. Pierwsza kolekcja. 1852 (duń. Historier. Første Samling. 1852). W zbiorze znalazły się również: Dobry humor, Dzień sądu, Dzieje roku, Najpiękniejsza róża świata, Obrazek z cytadeli i Łabędzie gniazdo.

## Polskie przekłady
Baśń była szereg razy tłumaczona na język polski z niemieckiego, poza ostatnim tłumaczeniem z duńskiego Bogusławy Sochańskiej:
- 1904 – Jest to całkiem pewne: Czesław Bardowski (tłum.): Bajki. Kołomyja. Brak numerów stron w książce
- 1905 – Nie ma wątpliwości: Wanda Młodnicka (tłum.): Wybór bajek Andersena. Lwów. Brak numerów stron w książce
- 1929 – Rzecz całkiem pewna – przekład Franciszka Mirandoli.
- 1931 – To święta prawda: Stefania Beylin (tłum.): Baśnie. Warszawa. Brak numerów stron w książce (w wyd. 1950 pt. Pewna wiadomość)
- 2006 – To pewna wiadomość!: Bogusława Sochańska (tłum.): Baśnie i opowieści. Tom II 1852–1862. Poznań. s. 372–376. ISBN 978-83-7278-194-9.

## Fabuła
Baśń zaczyna się w kurniku, gdzie biała kura traci jedno piórko. Mówi żartobliwie, że im więcej się skubie, tym piękniejsza się staje. Jej sąsiadka podsłuchuje i przekazuje dalej, że jedna kura chce się oskubać, by wyglądać lepiej. Opowiada to drugiej kurze, dodając, że to wstyd i że gdyby była kogutem, gardziłaby taką. Powyżej siedzi rodzina sów, która słyszy rozmowę i przejmuje się tematem. Sowa mówi, że kura skubie z siebie wszystkie pióra, by przypaść do gustu kogutowi. Ojciec sów stwierdza, że to nie jest temat dla dzieci, zatem matka leci opowiedzieć o tym innej sowie. Sowy przekazują historię gołębiom, dodając, że kura może zamarznąć bez piór. Gołębie powtarzają, że chodzi o dwie kury, które się oskubały dla koguta. Plotka głosi, że obie umierają z przeziębienia i z miłości. Kogut budzi się i ogłasza, że trzy kury umarły z miłości do koguta. Opowieść rozprzestrzenia się błyskawicznie od kurnika do kurnika.
Kolejne ptaki dodają swoje wersje i historia zmienia się coraz bardziej. W końcu mówi się, że pięć kur oskubało się całkowicie z miłości. Dochodzi do wersji, że kury rywalizowały i dlatego poginęły. Historia dociera z powrotem do miejsca, gdzie zaczęła się od jednego zgubionego piórka. Biała kura w ogóle nie rozpoznaje opowieści jako dotyczącej jej samej. Oburza się na „takie kury” i twierdzi, że trzeba to nagłośnić. Chce, żeby ta historia trafiła do gazety jako przestroga. Baśń kończy się morałem: z jednego utraconego piórka może się zrobić pięć padniętych kur. Pisarz uderza w przywary ludzkie.

## Adaptacje
- 2005 – Pan Andersen opowiada, duńsko-brytyjsko-niemiecki serial animowany (odcinek 17 – Pewna wiadomość)[4].
- 2014 – To pewna wiadomość!, polski film animowany, reż. Joanna Jasińska-Koronkiewicz[5][6]